# Igor Prokopenko
Igor Stanislavovitch Prokopenko (en russe : Игорь Станиславович Прокопенко), né le 8 février 1965 à Pavlovsk en Russie, est un journaliste, animateur de télévision russe. Il est vainqueur sextuple de prix TEFI.

## Biographie
Igor Stanislavovitch Prokopenko est né le  8 février 1965 à Pavlovsk en Russie. Il est diplômé de enseignement secondaire l'école. Aussi il a servi dans les forces armées lutte antiaérienne.
Dans les années 1990 Igor Prokopenko a travaillé comme journaliste des journaux Krasnaïa Zvezda, Moskovski Komsomolets, Rossiyskaya Gazeta et autres. De 1994 il a travaillé comme correspondant de guerre pour programmes d'information Vremia, Segodnia et Vesti.
En 1998 Prokopenko a déménagé à la сhaîne de télévision REN à l'invitation d'Irena Lesnevskaia et Vladimir Molchanov. À partir de 6 septembre 1998 Igor est animateur de télévision de Secret militaire à REN TV. À partir de 2004 il est directeur général adjoint de la chaîne de télévision sur les émissions socio-politiques et films documentaires. À partir de 2006 il est chef de département des projets documentaire de REN TV,.
Igor Prokopenko est auteur et producteur des projects documentaries Réflexion, Territoire des illusions (depuis 2012), Le piège tchétchène (sortie en 2004), Les plupart hypothèses choquante etc.
Il est membre de l'Académie de la télévision russe. Il est auteur de série de livres Secret militaire de maison d'édition Eksmo.
Il était critiqué pour ses pseudo-sciences, des théories du complot et sa propagande anti-américaine,,.
Du 16 octobre 2012 au 9 novembre 2019 — animateur du programme «le Territoire des idées fausses», du 15 juin 2015 — animateur du programme «les hypothèses les plus choquantes». Est également l'hôte des marathons documentaires de la chaîne de télévision, tels que "le jour du secret Militaire"", "le jour des histoires spatiales", "les petits pains russes".
En 2014-producteur général et l'un des créateurs de l'émission "My Lovely..." avec Pavel Rakov.
En 2022, il a reçu du fonds Présidentiel pour les initiatives culturelles 7,5 millions de roubles.pour une série de conférences «Parler des choses les plus importantes avec Igor prokopenko», avec lesquelles il a voyagé en Russie. Le thème de la conférence est la guerre en Ukraine : quand et comment elle se terminera.

### Vie privée
Igor Prokopenko est marié à Oxana Barkovskaia, qui est journaliste, réalisateur, producteur, activiste social.

## Vision du monde, position publique
Il a reçu l'éducation soviétique habituelle, était un pionnier et un Komsomol. Il y avait une grand-mère croyante dans la famille. Pendant son service dans l'armée, il a entendu le sermon du prêtre dans le monastère Danilov nouvellement ouvert, après quoi il est venu à la foi. Il s'appelle orthodoxe, visite l'église, bien qu'il ne garde pas de jeûne.
Selon Igor prokopenko, sa rupture avec le public libéral s'est produite à la fin des années 1990 :

« Je viens de la société libérale de la fin des années 80 — début des années 90. Mais à un moment donné, j'ai commencé à comprendre que quelque chose ne va pas avec le mouvement libéral. Je me souviens, dans les années 90, j'ai fait un film sur une organisation de défense des droits de l'homme et j'ai dit qu'elle était financée par le département d'état américain. Les éditeurs m'ont dit: non, ce film n'a pas besoin d'être produit. Pourquoi, parce que c'est vrai! Ne fais pas ça. J'ai progressivement commencé à comprendre qu'en Russie, c'était plutôt du pseudo-libéralisme. Je considère le libéral comme un homme de pensée pour qui la vérité est avant tout. Et les pseudo-libéraux d'aujourd'hui sont les suivants : si Poutine est contre, alors je suis pour. Peu importe ce qui se passe. »

Il a confié la responsabilité de l'effondrement de l'URSS à Mikhaïl Gorbatchev et Boris Eltsine : « La Russie est maintenant dans les frontières d'Ivan le terrible. Pourquoi tout ça ? Deux personnes au hasard au Kremlin : Eltsine et Gorbatchev ».
En juillet 2009, Prokopenko est entré dans le conseil central des partisans du parti Russie unie, qui soutient le cours du président et du gouvernement du pays.
À propos de ses relations avec les ministres de la défense de la Russie de différentes années, Prokopenko a déclaré dans l'année 2016:

« Le « secret militaire » a survécu aux six ministres de la défense. J'ai eu une relation compliquée avec Grachev, une bonne avec Rodionov, une mauvaise avec le maréchal Sergeev. Par mauvaise relation, je veux dire la méfiance. J'ai eu une très mauvaise relation avec Serdyukov. J'étais le seul dans l'espace médiatique post-soviétique à me permettre de le critiquer publiquement. Pendant son mandat de ministre, nous n'avions aucune relation. Oui, en fait, et maintenant il n'y a pas de relation particulière… »

## Critique
Le travail d'Igor Prokopenko dans les programmes «secret Militaire » « "le Territoire des idées fausses" des années 2010 a été critiqué à plusieurs reprises par les journalistes, la communauté scientifique et le public pour son faible niveau de professionnalisme, des affirmations pseudoscientifiques contraires à la réalité[réf. nécessaire], et depuis 2013-2014, après le changement de la situation sociopolitique dans le pays, - également pour la propagande anti-occidentale ouverte,.

### Propagande anti-occidentale
Chroniqueur du» Nouveau journal " Slava Taroshchina:
Il y a Igor prokopenko sur REN TV. Il a commencé sous Irene Lesnevskaya, s'est spécialisé dans les secrets militaires, a tourné l'une des meilleures séries documentaires sur la guerre «des deux côtés de la victoire». Lesnevskaya Est Partie. Le pays a changé. Muté au-delà de la reconnaissance de prokopenko. Il est même extérieurement aussi rappelé et dansant que Dmitry Kiselev. Et tout comme lui, il est capable de détecter les ennemis de la Russie à n'importe quel arrêt de tramway. Prokopenko a maintenant grandi jusqu'à une Journée entière de secret militaire. Je n'ai maîtrisé qu'un fragment de la journée consacré au phénomène de la putinomanie. Son essence est simple, comme tout le génie: Poutine est le seul support d'un monde ébranlé. Prokopenko a chanté long et pliable…
Chroniqueuse du» Nouveau journal " Irina Petrovsky:
Dieu est avec elle, avec Anna Chapman et ses "Secrets du monde" ... mais Igor prokopenko, journaliste sérieux, auteur d'excellents documentaires, lauréat de nombreux prix! < ... > Le» territoire de l'illusion«, sinon le» territoire du délire", est plus souvent le programme lui-même. Voici, par exemple, l'un des numéros qui ouvre les yeux du public sur le complot des coulisses du monde contre la Russie. «C'est difficile à croire» (c'est l'une des phrases clés du programme), mais selon le plan secret des américains, il n'y aura pas d'état appelé «Russie»sur la carte politique du monde d'ici 2030. «C'est difficile à croire», mais les américains appellent les russes un peuple asservi et prévoient de démembrer la Russie en petites parties (plan «anaconda Loop»). «C'est difficile à croire, d'autant plus qu'il n'y a pas de documents ni de preuves convaincantes à ce sujet» (donc! - I. P.), mais «exactement connu» (encore une fois-donc!) que ce sont les membres du puissant Club de Heidelberg (Rockefeller, Rothschild, Soros) qui ont amené Gorbatchev au pouvoir afin de détruire l'Union soviétique et d'accéder à ses ressources naturelles « " les Partisans de la version selon laquelle Mikhail Gorbatchev et Raisa maksimovna étaient des agents de la CIA suffisent, mais s'il n'y a pas de preuve, insister sur ce

### Propagande pseudoscientifique
Le 25 septembre 2017, dans le programme «les hypothèses les plus choquantes», prokopenko a présenté la théorie de la terre plate, actuellement réfutée par la science. . Les commentaires critiques des experts du programme n'ont pas été présentés. Le journaliste de télévision Vladimir Kara-murza SR. à la lumière de la diffusion de l'émission a noté : Prokopenko sur l'écran de REN TV - dans le rôle du magicien ventriloque: il connaît les pyramides égyptiennes, les extraterrestres, l'Atlantide et l'opposition. Et presque chaque semaine, il publie de nouveaux livres, qu'il annonce dans son propre air.

« Il y a un dicton selon lequel une hypothèse prouvée devient la vérité et une hypothèse non prouvée devient un problème. C'est probablement notre cas. L'hypothèse que la Terre est en fait plate est assez populaire, elle a un grand nombre d'adeptes dans le monde entier. Je ne l'ai pas inventé. Regardez sur Internet-assurez-vous »

[réf. nécessaire]Vulgarisateur de la science, rédacteur en chef de l'Anthropogenèse.RU A. B. Sokolov dans une interview «Gazeta.Ru il a critiqué les livres de prokopenko, basés sur les éditions du «territoire des idées fausses», car «ces livres sont remplis de citations de scientifiques». Certains d'entre eux, comme l'historien D. D. Belyaev, n'étaient absolument pas au courant des pages de quels livres leurs opinions tombaient. En outre, Sokolov a noté :

« Mon hypothèse est que ces citations sont des morceaux d'interviews de ces mêmes émissions. C'est un processus technique très efficace: lorsqu'une interview avec un expert est enregistrée, le contenu pour les émissions et le matériel pour les livres sont obtenus. Étant donné que là, à mon avis, de livre en livre, certaines pièces se répètent, l'entreprise s'avère extrêmement efficace. Tu vas l'avoir. Mais quel dommage cela fait-il aux cerveaux russes ? J'ai peur de supposer même. »

En 2018, l'écrivain et journaliste Anton pervushin a poursuivi prokopenko pour avoir utilisé des interviews avec lui dans des films et des livres anti-scientifiques :

« Je suis extrêmement indigné par l'utilisation de mes mots dans les films destinés à affirmer les théories du «complot lunaire». Lors de la préparation de l'interview, on m'a assuré qu'elle serait utilisée dans un film de science-fiction qui raconte l'histoire de la recherche scientifique moderne dans le domaine de l'exploration spatiale. J'accepte toujours volontiers de participer à de tels projets. Je me suis trompé, car si l'équipe de tournage avait honnêtement déclaré que les films seraient consacrés à la propagande de la théorie du «complot lunaire» et à diverses spéculations autour de phénomènes anormaux, je refuserais. »

.
Dans son explication envoyée au tribunal de District d'octobre de Saint-Pétersbourg, prokopenko a déclaré que son transfert était une mise en scène.

« Premièrement, les livres d'Igor prokopenko eux-mêmes ou leurs parties ne sont pas des interviews, car ils sont une œuvre littéraire et ne sont pas construits selon le schéma "question-réponse" comme une interview. Deuxièmement, le demandeur n'est pas répertorié dans le livre comme auteur. De soumis à la cour extraits de livres prokopenko implique que le demandeur joue le rôle de la personne, voix, effectuer une certaine information, depuis livres après le nom de la demanderesse est deux points et direct discours et il n'y a aucune indication sur paternité demandeur. Nous avons présenté la preuve que le demandeur exprime une partie du script pour l'émission télévisée "le Territoire des idées fausses "avec Igor prokopenko", a écrit le journaliste de télévision »

## Récompenses
Prix de la télévision « TEFI »
- Prix de la télévision «TEFI» (nomination "enquête Journalistique", 2000) — pour le film «Ebola-le mystère du virus de la mort»[29].
- Tefi Television Award (nomination "Journalist investigation", 2001) - pour la série documentaire «Voices from silence».
- Tefi Television Award (nomination "Journalist investigation", 2003) - pour le film " The Diary of a fugitive»[30].
- TV Award "tefi «(nomination» série documentaire TV«, 2005) — pour la série documentaire»tchétchène piège".
- TV Award «tefi "(nomination "Série télévisée documentaire", 2007) - pour le documentaire " Captifs et oubliés»[31].
- Tefi Television Award (nomination "TV documentaire", 2020) - pour le film «Dr. Lisa»[32]
- TV Award «tefi "(nomination "programme Éducatif", 2017) - pour l'émission " secret Militaire»[33].

EURASIAN Teleforum
- V EURASIAN teleforum (prix spécial du jury, 2001) — pour la série documentaire «les Voix du silence». VII téléporum eurasien (grand prix, 2004). X EURASIAN teleforum (nomination "programme d'Information et d'analyse", 2007) - pour le documentaire «Anna. Tuer un journaliste»[34].
- XII EURASIAN teleforum (diplôme, 2009) - pour la création du premier film multi-séries «Le dernier secret du Maître».

Prix Artem Borovik
- Prix Artem borovik (2003)-pour le film «Retour au Nord-est». Prix Artem borovik (2004) - pour les réalisations créatives dans le genre «enquête journalistique». Prix Artem borovik (2005) - pour sa contribution significative au développement du Journalisme indépendant en Russie[35].

Télékinésie internationale " Ensemble»
- Grand prix international de télékinésie» ensemble " (2002) - pour le programme «secret Militaire». Grand prix international de télékinésie " Ensemble "(nomination "homme d'affaires", 2007) - pour le documentaire «Anna. Tuer un journaliste». Grand prix international de télékinésie " Nous sommes ensemble!» (2024) - pour le transfert " Pour quoi l'Ukraine soviétique a-t-elle été créée?»[36].

Festival du film " la Mer appelle»
- Grand prix du Festival international du film maritime et d'aventure " la Mer appelle "(2007) - pour le documentaire " les Otages de la profondeur»[37].
- Prix du Festival international du film maritime et d'aventure " la Mer appelle "(2008) - pour le meilleur film sur les plongeurs et les plongeurs[38].

Prix et récompenses
- Prix du service de renseignement extérieur de la fédération de Russie (2001) — pour la série documentaire «les Voix du silence». Grand prix et prix du Président de la République Italienne du Festival de Rome (2002)-pour le film «Retour au Nord-est». Grand prix mmcf «Golden George " (2003) - pour le documentaire «Cancer corpus».
- Grand prix du Festival " Droit et société "(2003) - pour le cycle documentaire " Chronique du terrorisme mondial»[39].
- Grand prix du Festival de Bruxelles (2003) - pour la série documentaire «les Voix du silence».
- Concours " Manager de l'année "(victoire dans la catégorie «médias Électroniques", 2007)[40].
- Prix du FSB de Russie (nomination «programmes de Télévision et de radio», 2007) — pour le cycle de programmes «secret Militaire», consacrés aux problèmes de sécurité et de capacité de défense de l'état. Prix National "branche de Laurier «dans le domaine du cinéma et de la télévision non — fiction (nomination» Meilleure série documentaire«, 2007)-pour le film 3-série»Another War". Prix du concours panrusse "sur la garde de l'ordre «organisé par le FSIN (nomination» Meilleur programme (film) dans le genre du Journalisme d'investigation«, 2009) — pour le film»la voie du passeur". Grand prix du VII Festival international du film militaire nommé d'après Yuri Ozerov (2009) - pour le documentaire " tskhinvalsky Cross»[41].
- L'antipremie a MENTI du portail " Anthropogenèse.RU» et la Fondation "Evolution" (II place, 2017) - pour sa contribution exceptionnelle à la pseudoscience russe en tant qu'auteur et producteur des projets "théorie des idées fausses" « "hypothèses les plus choquantes" et " secret Militaire»[42],[43].
- En 2018, il est lauréat du prix international[44].
- Antipremie MENT, (II place, 2020)[45]